# (881) Афина
881 Афина (881 Athene) — астероид Главного астероидного пояса. Это один из трёх астероидов, открытых 22 июля 1917 года немецким астрономом Максимилианом Вольфом в обсерватории Хайдельберг-Кёнигштуль, Германия. Астероид назван в честь Афины, греческой богини справедливой войны и мудрости.
Астероид не пересекает орбиту Земли и обращается вокруг Солнца за 4,22 юлианских года.

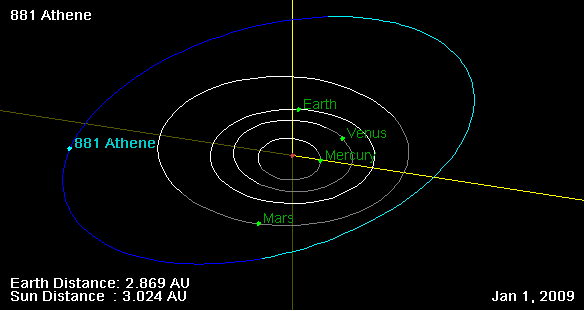
Орбита астероида Афина, и его положение в Солнечной системе на 01.01.2009 г. Рисунок NASA JPL Small Body Orbit Viewer applet